# NGC 2579
NGC 2579 é uma região HII, ainda pouco estudada, alguns trabalhos indicam a existência de pelo menos três estrelas ionizantes (com temperaturas acima de 35.000 K) e existe grande evidência do efeito champagne em sua extremidade. O efeito champagne ocorre quando a expansão da região HII se dá na extremidade de uma grande nuvem molecular. Então, a expansão do gás ionizado na direção da nuvem é dificultada, enquanto que a expansão na direção oposta é facilitada
Até recentemente esta região HII era indicada como fazendo parte de um aglomerado de regiões HII e nebulosas planetárias a pequenas distâncias da Terra. Atualmente sabe-se que ela se situa a uma distância muito maior em uma posição mais externa ao centro da Via Láctea que a Terra.